# ジャカルタ事件
ジャカルタ事件（ジャカルタじけん）とは、1986年5月14日にインドネシアで発生したテロ事件。

## 概要
1986年5月14日、ジャカルタのアメリカ大使館と日本大使館にロケット弾が発射され、カナダ大使館前の車が爆破された。事件後に東京、ロンドン、パリ、ローマなどの報道機関に「反帝国主義国際旅団」からの犯行声明が届いた。
その後の現場検証で発射元のホテルの部屋から日本赤軍メンバーの城崎勉の指紋が採取された。日米捜査当局は日本赤軍の犯行と断定した。
城崎は1996年9月に潜伏先のネパールで身柄を拘束されて、アメリカに移送される。1998年2月のアメリカの裁判では城崎に懲役30年の判決を言い渡した。
2014年時点では、城崎はアメリカのテキサス州ボーモント連邦刑務所に服役していた。
2015年1月16日朝（日本時間午後8時頃）、模範囚として刑期が短縮された城崎は米南部ミシシッピ州ヤズーシティの刑務所から出所。そのまま城崎は日本から国際手配中だったため、移民税関捜査局（ICE）に引き渡された。
2015年2月20日午後、城崎はICEで手続き後、米国から日本へ強制送還された。警視庁公安部は成田国際空港内で日本大使館に対するロケット弾発射事件に関与したとして、殺人未遂と現住建造物等放火未遂容疑で逮捕した。3月13日に殺人未遂罪で起訴され、4月3日に偽造有印公文書行使罪で追起訴された。現住建造物等放火未遂罪については不起訴処分となった。
2016年に東京地裁で裁判員裁判が開かれた。2022年時点で裁判員裁判が開かれた事件としては最も発生時期が古い事件である。
弁護側は「事件当時はレバノンにいた」「ホテルで見つかった指紋は捜査機関がでっち上げた」として無罪を主張したものの、11月24日に「組織的犯行のために重要な役割を果たし、反省の態度も見られない」「無差別に多くの命に危険を及ぼす極めて悪質な犯行だ」「被告が実行犯かどうかの証拠はないが、犯行の計画を知って、発射に適したホテル一室を確保する重要な役割を果たした」と指摘し、懲役12年の判決を言い渡した。弁護側は判決を不服として即日控訴した。
2018年9月26日、東京高裁は一審判決を支持し、弁護側の控訴を棄却した。